# Grand Prix-wegrace van Joegoslavië 1973
De Grand Prix-wegrace van Joegoslavië 1973 was de zesde race van het wereldkampioenschap wegrace in het seizoen 1973. De race werd verreden op 17 juni 1973 op het stratencircuit Opatija, in Joegoslavië langs de kust van de Kvarnergolf tussen Opatija en Rijeka. 

## Algemeen
Voorafgaande aan de Grand Prix ontstond veel commotie omtrent de veiligheid van het circuit. De veiligheid was een heet hangijzer geworden, waardoor de Isle of Man TT al jaren geboycot werd door het gros van de WK-coureurs in juist in 1973 was deze boycot bijna algeheel. Daar kwam nog bij dat een maand voor de GP van Joegoslavië een groot ongeluk was gebeurd tijdens de 250cc-race op Monza, waar twaalf rijders bij betrokken waren en waarbij Jarno Saarinen en Renzo Pasolini het leven verloren. De 250cc-race werd niet meer herstart en de 500cc-race werd afgelast, waardoor de rijders in die klassen al zes weken geen WK-races hadden gereden. De FIM had er eindelijk mee ingestemd de coureurs zelf circuits te laten keuren en in Opatija, waar men langs rotswanden, trottoirbanden en lantaarnpalen reed, was dat geen overbodige luxe. Sinds 1972 was er echter veel verbeterd en had men het aantal strobalen van 1200 opgevoerd tot 3250. Veilig was het nog steeds niet, maar de "keurmeesters" Chas Mortimer, John Dodds, Giacomo Agostini en Kim Newcombe waardeerden de inspanning van de organisatie en besloten te rijden. Ondank die goedkeuring trok Arturo Magni (teamchef van MV Agusta) zijn coureurs terug. Dat terwijl Giacomo Agostini en Phil Read best wilden rijden. Ook Teuvo Länsivuori had geen probleem met het circuit, maar werd door zijn baas, de Finse Yamaha-importeur Arwidson, onder druk gezet niet te rijden. De teneur in het algemeen was dat de organisatie een dergelijke onsportieve houding beslist niet verdiend had.
Toch ging er al in de trainingen het een en ander mis: Phil Read beschadigde een van zijn machines ernstig toen hij een paaltje raakte, Walter Villa brak een sleutelbeen en een arm, Alex George vloog tegen een rotswand en János Reisz schreef zijn Yamaha TZ 350 af die na een valpartij uitbrandde.
Yamaha had haar nieuwe fabrieksteam na het verlies van Jarno Saarinen voor de rest van het seizoen teruggetrokken, waardoor ook Hideo Kanaya met de nieuwe Yamaha TZ 500 niet aan de start kwam. De Yamaha's in de 500 cc-race waren allemaal licht opgeboorde TZ 350's en TR 3's

## 500 cc
Kim Newcombe(König) trainde in Joegoslavië als snelste, nu de MV Agusta-rijders van hun teambaas een rijverbod hadden gekregen. Hij startte ook als snelste, achtervolgd door János Drapál (Yamaha), Armando Torraca (Paton), Tapio Virtanen (Yamaha) en Børge Nielsen (Yamaha). Drapál en Torraca moesten bougies wisselen en Virtanen en Nielsen vielen uit, waardoor Newcombe eenzaam aan de leiding ging. De tweede plaats werd toen ingenomen door Gianfranco Bonera met een luchtgekoelde Suzuki T 500, maar door een tankstop verloor hij die positie weer aan Steve Ellis (Yamaha), die al twee jaar niet meer aan het wereldkampioenschap had deelgenomen. 

### Uitslag 500 cc
| Pos | Coureur              | Merk      | Tijd           | Punten         |
| --- | -------------------- | --------- | -------------- | -------------- |
| 1   | Kim Newcombe         | König     | 49' 21"        | 15             |
| 2   | Steve Ellis          | Yamaha    | +1' 17"        | 12             |
| 3   | Gianfranco Bonera    | Suzuki    | +1' 25" 1      | 10             |
| 4   | Seppo Kangasniemi    | Yamaha    | +1' 49" 6      | 8              |
| 5   | Werner Giger         | Yamaha    | +2' 07" 1      | 6              |
| 6   | Alex George          | Yamaha    | +2' 22" 2      | 5              |
| 7   | Gyula Marsovszky     | Yamaha    | +2' 26" 6      | 4              |
| 8   | Derek Lee            | Suzuki    | +1 ronde       | 3              |
| 9   | Ted Janssen          | König     | +1 ronde       | 2              |
| 10  | Jérôme van Haeltert  | Suzuki    | +1 ronde       | 1              |
| 11  | Sergio Baroncini     | Ducati    | +1 ronde       |                |
| 12  | David Harris         | Suzuki    | +2 ronden      |                |
| 13  | Armando Toracca      | Paton     | +3 ronden      |                |
| 14  | Paul Eickelberg      | König     | +5 ronden      |                |
| DNF | Roberto Gallina      | Paton     |                |                |
| DNF | Billie Nelson        | Yamaha    |                |                |
| DNF | Silvano Bertarelli   | Paton     |                |                |
| DNF | János Drapál         | Yamaha    |                |                |
| DNF | Jack Findlay         | Suzuki    |                |                |
| DNF | Kai Kuparinen        | Kawasaki  |                |                |
| DNF | Charlie Dobson       | Kawasaki  |                |                |
| DNF | Tapio Virtanen       | Yamaha    |                |                |
| DNF | Sven-Olof Gunnarsson | Kawasaki  |                |                |
| DNF | Kurt-Harald Florin   | König     |                |                |
| DNF | Børge Nielsen        | Yamaha    |                |                |
| DNF | Bo Granath           | Husqvarna |                |                |
| DNF | Kurt-Ivan Carlsson   | Yamaha    |                |                |
| DNS | Giacomo Agostini     | MV Agusta | teruggetrokken | teruggetrokken |
| DNS | Phil Read            | MV Agusta | teruggetrokken | teruggetrokken |
| DNS | Hideo Kanaya         | Yamaha    | teruggetrokken | teruggetrokken |

## 350 cc
Zonder Phil Read, Giacomo Agostini en Teuvo Länsivuori, die van hun teams een rijverbod in Joegoslavië hadden gekregen, kon János Drapál (Yamaha) meteen de leiding in de race nemen. Hij moest het gevecht aangaan met Kent Andersson (Yamaha) en kort achter hen reden Dieter Braun (Yamaha), John Dodds (Yamaha) en Edu Celso-Santos (Yamaha). Braun en Dodds wisten Andersson te passeren, maar toen was Drapál al niet meer te bereiken, waardoor ze tweede en derde werden.

### Uitslag 350 cc
| Pos | Coureur            | Merk      | Tijd            | Punten          |
| --- | ------------------ | --------- | --------------- | --------------- |
| 1   | János Drapál       | Yamaha    | 47' 38" 3       | 15              |
| 2   | Dieter Braun       | Yamaha    | +9" 6           | 12              |
| 3   | John Dodds         | Yamaha    | +31" 2          | 10              |
| 4   | Kent Andersson     | Yamaha    | +45"            | 8               |
| 5   | Adu Celso Santos   | Yamaha    | +50" 5          | 6               |
| 6   | Marcel Ankoné      | Yamsel    |                 | 5               |
| 7   | Werner Pfirter     | Yamaha    |                 | 4               |
| 8   | Pentti Korhonen    | Yamaha    |                 | 3               |
| 9   | Silvio Grassetti   | MZ        |                 | 2               |
| 10  | Kurt-Ivan Carlsson | Yamaha    |                 | 1               |
| DNS | Teuvo Länsivuori   | Yamaha    | teruggetrokken  | teruggetrokken  |
| DNS | Giacomo Agostini   | MV Agusta | teruggetrokken  | teruggetrokken  |
| DNS | Phil Read          | MV Agusta | teruggetrokken  | teruggetrokken  |
| DNS | János Reisz        | Yamaha    | val in training | val in training |
| DNS | Walter Villa       | Benelli   | val in training | val in training |

## 250 cc
In de 250cc-race startte Dieter Braun met de Mitsui-Yamaha zo snel, dat hij door niemand meer achterhaald kon worden. De andere rijders leverden ook flinke gevechten. Om de tweede plaats streden Silvio Grassetti (MZ), Mario Lega (Yamaha) en Roberto Gallina (Yamaha). Die strijd werd gewonnen door Grassetti, terwijl Gallina derde werd. 

### Uitslag 250 cc
| Pos | Coureur          | Merk   | Tijd            | Punten          |
| --- | ---------------- | ------ | --------------- | --------------- |
| 1   | Dieter Braun     | Yamaha | 48' 50"         | 15              |
| 2   | Silvio Grassetti | MZ     | +28"            | 12              |
| 3   | Roberto Gallina  | Yamaha | +32" 2          | 10              |
| 4   | Mario Lega       | Yamaha | +44" 5          | 8               |
| 5   | Chas Mortimer    | Yamaha | +1' 23" 5       | 6               |
| 6   | Edu Celso-Santos | Yamaha |                 | 5               |
| 7   | John Dodds       | Yamaha |                 | 4               |
| 8   | Werner Pfirter   | Yamaha |                 | 3               |
| 9   | Matti Salonen    | Yamaha |                 | 2               |
| 10  | Jan Huberts      | Yamaha |                 | 1               |
| DNS | Teuvo Länsivuori | Yamaha | teruggetrokken  | teruggetrokken  |
| DNS | Hideo Kanaya     | Yamaha | teruggetrokken  | teruggetrokken  |
| DNS | Walter Villa     | Yamaha | val in training | val in training |

## 125 cc
Kent Andersson (Yamaha) trainde in Opatija slechts de 20e tijd, maar in de race kon hij goede rondetijden rijden. Chas Mortimer (Yamaha) had twee ronden lang de leiding en toen kwam Andersson hem al voorbij. Ángel Nieto (Morbidelli), Jos Schurgers (Bridgestone) en Eugenio Lazzarini (Piovaticci) vochten een tijdje om de derde plaats, maar Nieto viel uit en Schurgers had zoals vaker problemen met zijn versnellingsbak. Daardoor kon Lazzarini hem passeren. De overwinning ging naar Andersson, Mortimer werd tweede maar Schurgers wist op de finishlijn Lazzarini met minimaal verschil te kloppen. 

### Uitslag 125 cc
| Pos | Coureur           | Merk        | Tijd            | Punten          |
| --- | ----------------- | ----------- | --------------- | --------------- |
| 1   | Kent Andersson    | Yamaha      | 44' 33" 2       | 15              |
| 2   | Chas Mortimer     | Yamaha      | +36" 6          | 12              |
| 3   | Jos Schurgers     | Bridgestone | +40" 8          | 10              |
| 4   | Eugenio Lazzarini | Piovaticci  | +41" 2          | 8               |
| 5   | Harald Bartol     | Suzuki      | +1' 31" 9       | 6               |
| 6   | Rolf Minhoff      | Maico       |                 | 5               |
| 7   | Luigi Rinaudo     | Yamaha      |                 | 4               |
| 8   | Gianni Ribuffo    | LGM         |                 | 3               |
| 9   | Géza Repitz       | MZ          |                 | 2               |
| 10  | Paul Eickelberg   | Maico       |                 | 1               |
| DNF | Ángel Nieto       | Morbidelli  |                 |                 |
| DNS | János Reisz       | MZ          | val in training | val in training |

## 50 cc
Zonder Derbi (gestopt in 1973) was het alleen nog spannend of de Jamathi's het de Van Veen-Kreidlers moeilijk zouden kunnen maken. Van Veen had Bruno Kneubühler gecontracteerd om Jan de Vries te ondersteunen. Jamathi had Theo Timmer als rijder. De Van Veen-Kreidlers waren echter moeilijk te verslaan, zelfs als de Vries een van zijn slechte starts had. In Joegoslavië startte Theo Timmer het snelste, gevolgd door Bruno Kneubühler. De Vries startte zo slecht dat hij achteraan moest aansluiten. In de vierde ronde lag de Vries echter al op de tweede plaats achter Kneubühler. In de achtste ronde viel de Vries plotseling terug, maar Theo Timmer en Bruno Kneubühler vielen allebei uit, waardoor de Vries met enig geluk toch nog won. Hij had zelfs nog een flinke voorsprong op de Zwitsers Ulrich Graf (Kreidler) en Stefan Dörflinger (Kreidler).

### Uitslag 50 cc
| Pos | Coureur            | Merk              | Tijd      | Punten |
| --- | ------------------ | ----------------- | --------- | ------ |
| 1   | Jan de Vries       | Van Veen-Kreidler | 44' 11" 5 | 15     |
| 2   | Ulrich Graf        | Kreidler          | +1' 00" 2 | 12     |
| 3   | Stefan Dörflinger  | Kreidler          | +1' 11"   | 10     |
| 4   | Harald Bartol      | Kreidler          | +1' 27" 4 | 8      |
| 5   | Herbert Rittberger | Kreidler          | +1' 36" 8 | 6      |
| 6   | Lars Persson       | Monark            |           | 5      |
| 7   | Adrijan Bernetič   | Tomos             |           | 4      |
| 8   | Luigi Rinaudo      | Tomos             |           | 3      |
| 9   | Juan Bordons       | Derbi             |           | 2      |
| 10  | Hans-Jürgen Hummel | Kreidler          |           | 1      |
| DNF | Theo Timmer        | Jamathi           |           |        |
| DNF | Bruno Kneubühler   | Van Veen-Kreidler |           |        |

1972 · 1973 · 1974 · 1975 · 1976 · 1977 · 1978 · 1979 · 1980 · 1981 · 1982 · 1983 · 1984 · 1985 · 1986 · 1987 · 1988 · 1989 · 1990